# 超人氣學園
《超人氣學園》2002年民視九點檔連續劇。是一部以校園為題材的喜劇，映畫傳播製作，由賈靜雯、劉至翰、林煒、葉歡領銜主演。2002年3月27日於民視首播。

## 播出時間

### 首播
| 頻道 | 所在地 | 播映日期      | 播出時間 |
| ---- | ------ | ------------- | -------- |
| 民視 | 臺灣   | 2002年3月27日 | 21:30    |

## 演員陣容

### 主要角色
- 劉至翰 飾 孫達偉
- 賈靜雯 飾 徐凱娣
- 林　煒 飾 張耀祖
- 葉　歡 飾 葉　欣

### 其他角色
- 岳　翎 飾 方玉婷
- 郁　芳 飾 趙　妃
- 許傑輝 飾 王德福
- 林可唯 飾 羅老師
- 王　凱 飾 李國強
- 程紀綱 飾 威仁
- 徐　敏 飾 夏　雪
- 文　汶 飾 周春琳
- 王俐人 飾 杜子萱
- 郭力夫 飾 黑　熊
- 王嘉惠 飾 文　汶
- 丁國琳 飾 威仁母
- 蔡武雄 飾 威仁父
- 仇　政 飾 孫達偉母
- 沈孟生 飾 夏雪父
- 梁佑南 飾 夏雪母
- 隆宸翰 飾 彬　哥
- 趙　彤 飾 徐招娣
- 羅巧倫 飾 徐盼娣
- 柯以柔 飾 徐美娣

## 外部連結
- 《超人氣學園》官方網站 （页面存档备份，存于）

## 電視節目的變遷
| 中華民國 民視 | 中華民國 民視                 | 中華民國 民視 |
| ------------- | ----------------------------- | ------------- |
|               | 超人氣學園 (2002年3月27日 - ) |               |
| —             | —                             |               |